# Бурмила
Бурмила (англ. Burmilla, BUL)  — порода кішок, що отримана в результаті випадкового схрещування бурми з перською шиншилою.

## Історія
Порода виведена у Великій Британії в 1981 році. У результаті селекційної роботи були отримані різні варіанти забарвлення. Порода була визнана в 1989 році GCCF, в 1994 — FIFE. Порода нечисленна й не набула широкої популярності.

## Характер
Бурмили спокійні, врівноважені. Добре уживаються з іншими тваринами.

## Зовнішній вигляд
Кішки бурмил — тварини середніх і великих розмірів. Їхня вага становить від 4 до 7 кг. Тіло з добре розвиненою мускулатурою. Спина пряма. Кінцівки середнього розміру, мускулясті. Лапи овальні.
Голова округла. Щоки наповнені. Вуха середні, широко поставлені, трохи загострені. Очі овальні, великі. Колір очей від золотаво-жовтого до зеленого залежно від забарвлення. Хутро коротке, густе.

### Забарвлення
Допускаються чотири різновиди за забарвленням: суцільного забарвлення (чорні черепахові, кремові, чорні британські, бомбейські), затушовані (коричневі й лілові), димчасті (чорні й шоколадні), тигрові (крапчасто-чорні й крапчасто-блакитні).

## Галерея

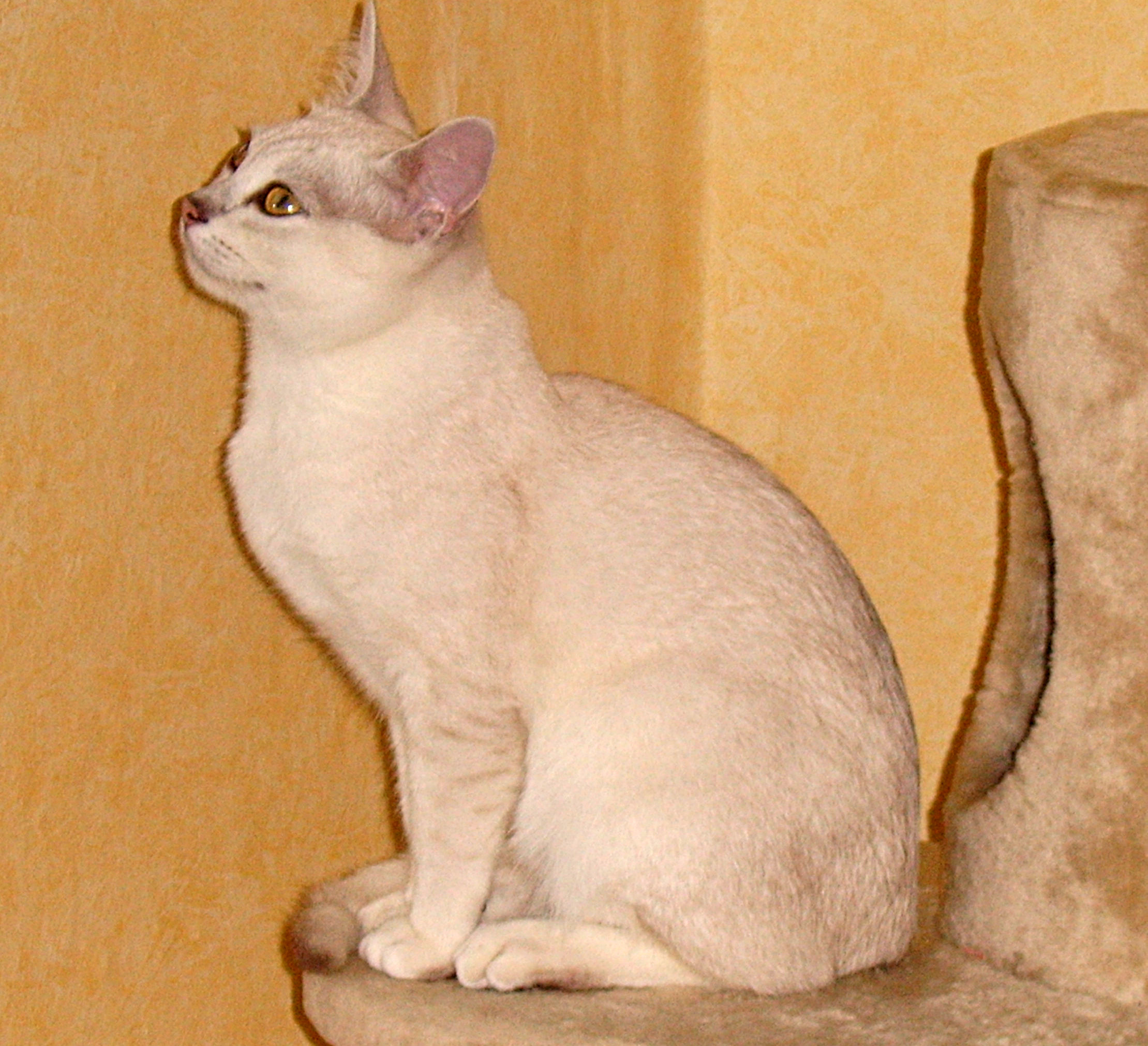
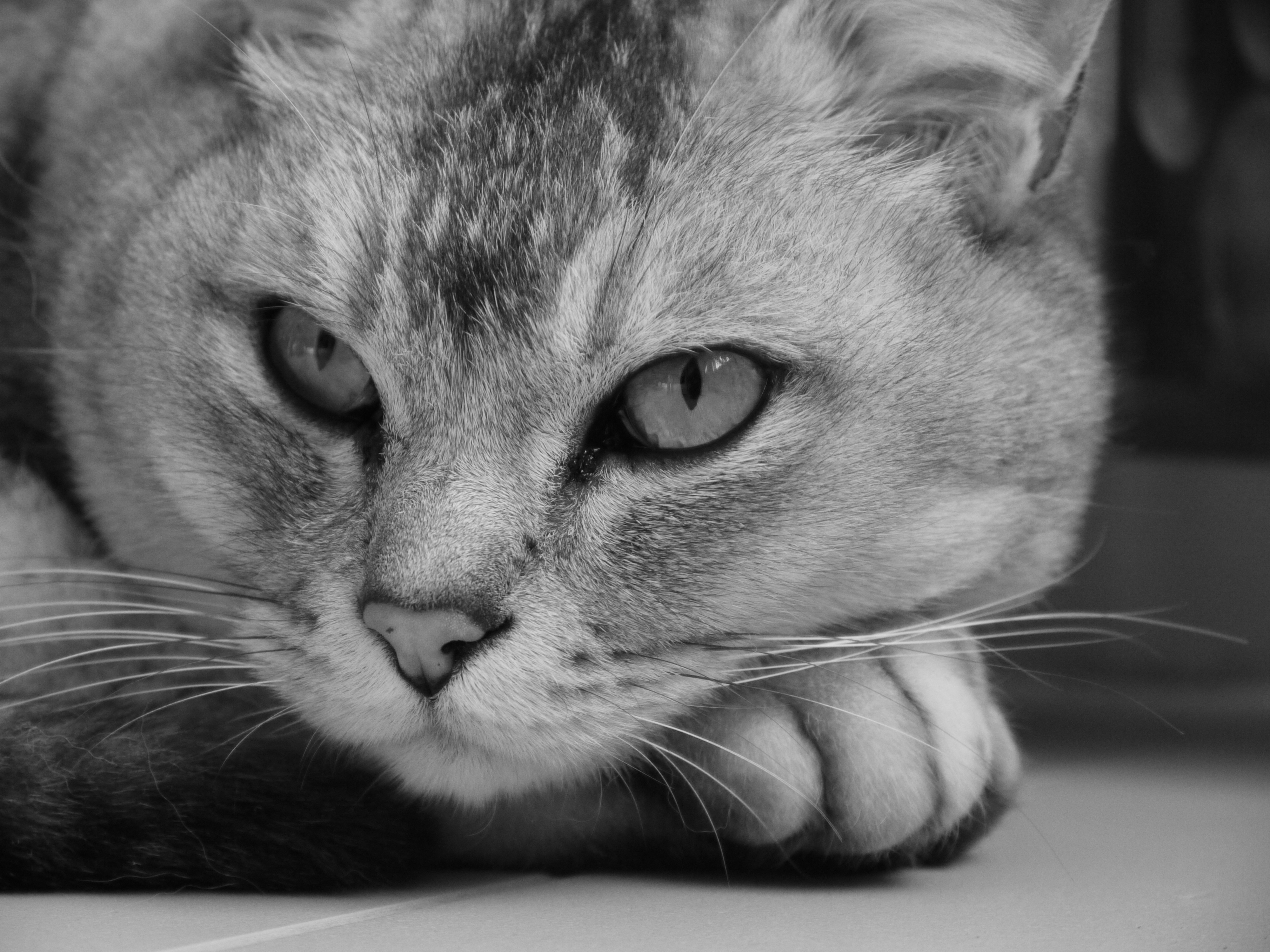
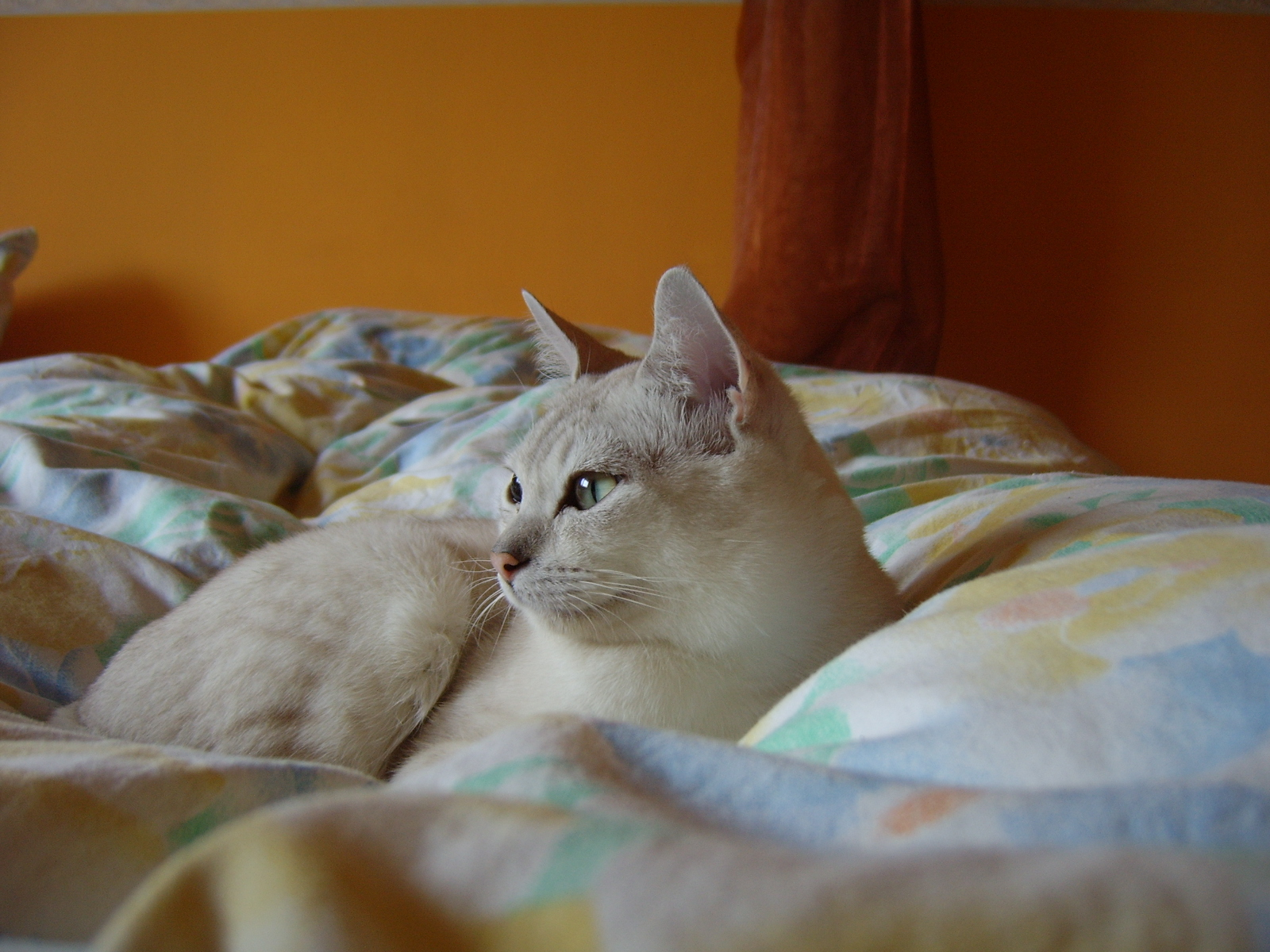
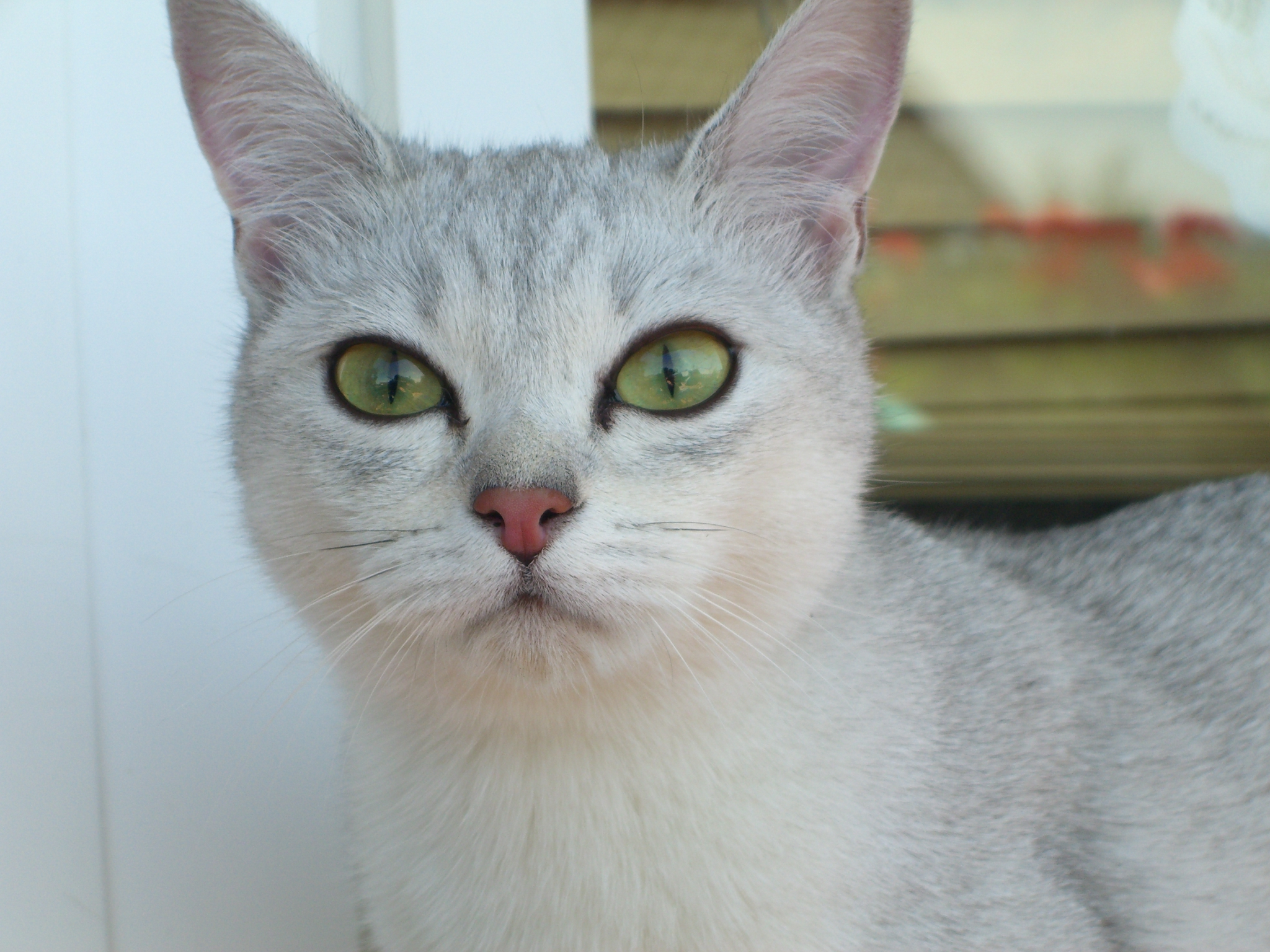
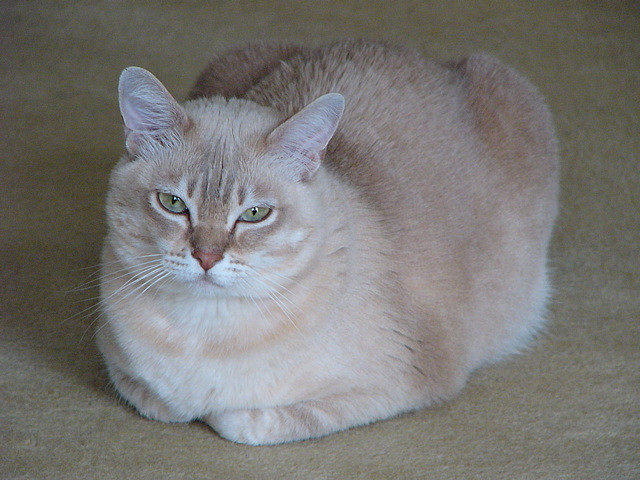